# Jacky Buchmann
Jacques Jean Henri Buchmann, dit Jacky Buchmann, né à Kapellen le 5 mars 1932 et mort le 24 mai 2018, est un homme politique belge, membre du PVV.

## Biographie
Jacky Buchmann fut industriel.
Il fut bourgmestre de Kapellen, député fédéral.
Il fut ministre des Classes Moyennes en 1987.
Il fut ministre du Logement de la communauté flamande (1981-85).